# Multidiscus
Multidiscus es un género de foraminífero bentónico de la subfamilia Neodiscinae, de la familia Neodiscidae, de la superfamilia Cornuspiroidea, del suborden Miliolina y del orden Miliolida. Su especie tipo era Nummulostegina padangensis. Su rango cronoestratigráfico abarcaba desde el Wordiense (Pérmico medio) hasta el Changhsingiense (Pérmico superior).

## Discusión
Multidiscus ha sido considerada un sinónimo posterior de Permodiscus de la subfamilia Asteroarchaediscinae, de la familia Archaediscidae, de la superfamilia Archaediscoidea, del suborden Fusulinina y del orden Fusulinida.

## Clasificación
Multidiscus incluye a las siguientes especies:
- Multidiscus abriolensis †
- Multidiscus angulatus †
- Multidiscus arpaensis †
- Multidiscus borealis †
- Multidiscus depressus †
- Multidiscus discus †
- Multidiscus guangxiensis †
- Multidiscus longyinensis †
- Multidiscus nanjiangensis †
- Multidiscus obesus †
- Multidiscus oliviformis †
- Multidiscus padangensis †
- Multidiscus pygmaeus †
- Multidiscus robustatus †
- Multidiscus semiconcavus †
- Multidiscus talimuensis †

Otra especie considerada en Multidiscus es:
- Multidiscus tauridiana †, de posición genérica incierta